# Lambda Island, Bermuda
Lambda Island är en ö i Bermuda (Storbritannien).   Den ligger i parishen Warwick, i den sydvästra delen av landet, 5 km väster om huvudstaden Hamilton. Arean är 0,17 kvadratkilometer.
Terrängen på Lambda Island är mycket platt. Öns högsta punkt är 25 meter över havet. Den sträcker sig 0,6 kilometer i nord-sydlig riktning, och 0,6 kilometer i öst-västlig riktning.